# Aquazepp

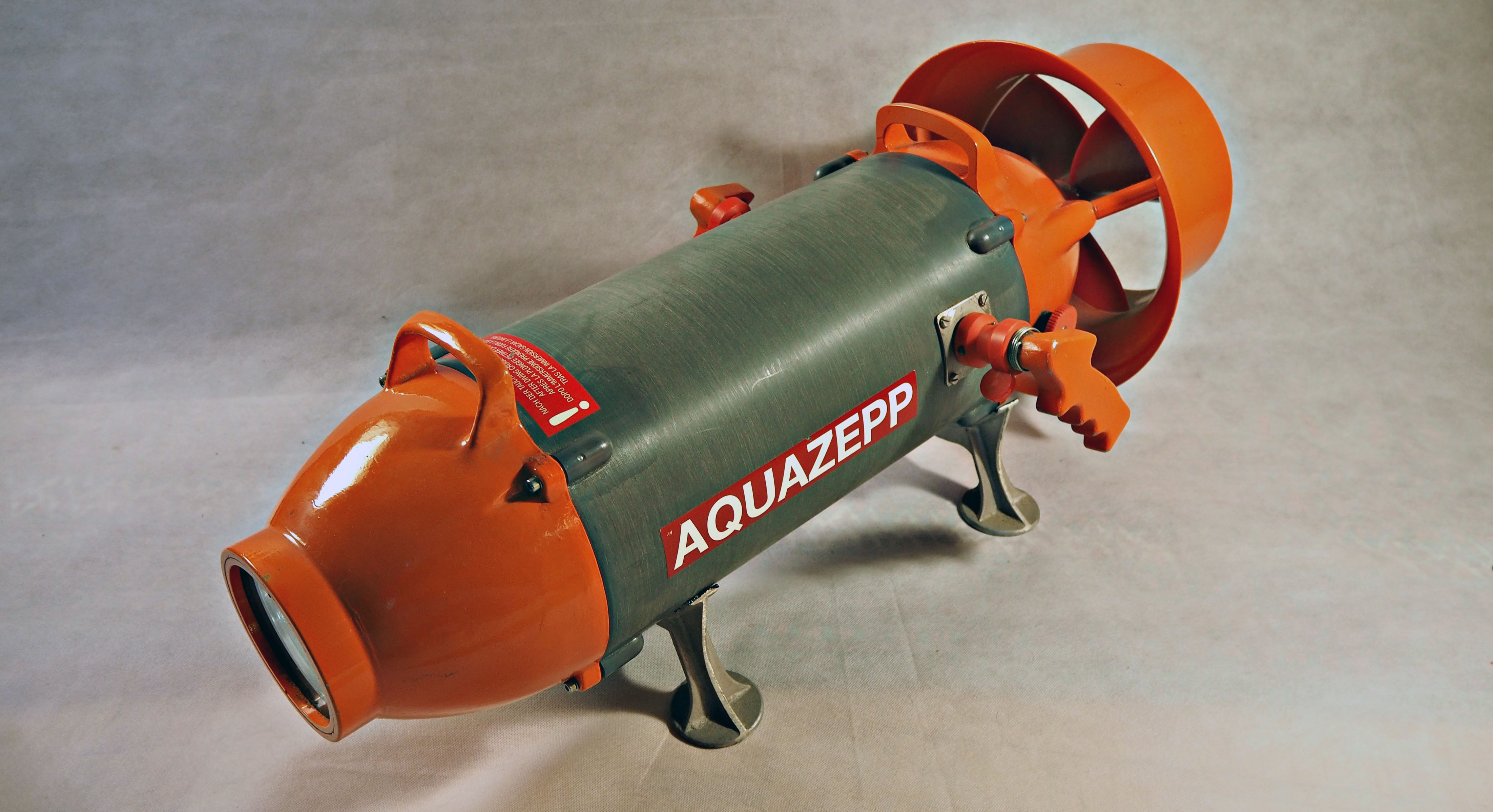
Aquazepp LT30

Aquazepp ist der Name einer Serie von Unterwasserfahrgeräten als auch der diese produzierenden Münchner Ein-Mann-Firma, die etwa 40 Jahre lang bestand.

## Geschichte
Der autodidakte Konstrukteur und Erfinder Josef Rupprecht entwickelte und fertigte den Aquazepp mitsamt fast aller Komponenten im Alleingang in seiner Werkstatt in der Steinerstraße in München-Mittersendling. Nach Kriegsende erweiterte Rupprecht seine technischen Fertigkeiten im Rahmen einer Tätigkeit beim alliierten Radiosender AFN. Der erste Aquazepp wurde 1967 hergestellt. Rupprecht patentierte ein spezielles Lenksystem, fertigte hausintern Akkumulatoren besonders hoher Kapazität und gestaltete das äußere Design des torpedoförmigen Unterwasserzuggeräts. Am 16. November 1970 ließ er die Marke Aquazepp beim Deutschen Patentamt eintragen. Die Unterwasserfahrgeräte aus München wurden über vier Jahrzehnte für den Vertrieb an Profitaucher stetig verbessert und modifiziert. Rupprecht teste die Geräte persönlich auf Tauchgängen im Starnberger See, vor den Kanarischen Inseln und in anderen Gewässern. Langjährig wurden verschiedene Modelle der 714-TS-, ST- und LT-Serien hergestellt. Das aus der LT-Serie weiterentwickelte aktuellste Fabrikat für den zivilen Einsatz trug die Bezeichnung Aquazepp ST-36-180 und war für etwa 3300 Euro erhältlich. Die Firma wurde von Rupprecht und Familienmitgliedern bis etwa 2015 geführt.
2022 wurde die Marke von dem deutschen Taucher und Unternehmer Achim Schlöffel übernommen und weitergeführt.

## Merkmale
Die in Gesamtlängen von 90 bis 180 cm gefertigten DPV-Modelle der Marke Aquazepp wiesen stets einen zylindrischen Mittelteil aus grauem Hart-PVC auf. Die orange lackierten Front- und Heckkappen und Griffe waren aus Aluminium gegossen, kleinere Teile, wie Hebel/Knöpfe, waren aus rot-orangem Hart-PVC gefertigt. Die diversen Modelle waren für unterschiedliche Tauchdauern ausgelegt (Modell 1971 etwa 3,5 Stunden). Optional waren sie mit einem Halogenscheinwerfer in der Frontkappe ausgestattet. Es kamen regelbare Elektromotoren mit 300 Watt (z. B. im LT30) und mit 900 Watt und Bürsten-Verstellung zum Einsatz. Die Propeller (Kaplan-Schraube aus Lexan) aller Modelle arbeiten mit 3-Blatt-Antrieb.

## ST-36-180
Der Aquazepp ST-36-180 wog 18 kg, hatte eine Länge von 105 cm und verfügte über eine einzigartige vierstufige Geschwindigkeitsregelung, die nicht elektronisch und somit verlustfrei funktionierte, um die Ladung der Batterien zu schonen. Bei diesen handelte es sich um einen 9 kg schweren versiegelten Bleigel-Batterieblock (12 V 24 A und zwei 6 V 12 A). Zum Zubehör gehörte ein elektronisches Ladegerät. Der Taucher konnte eine feste Geschwindigkeit und eine vorbestimmte Fahrtzeit einstellen. Die Tauchtiefe des ST-36-180 betrug 180 Meter gemäß Spezifikation. Die maximale Geschwindigkeit betrug etwa 5 km/h, die maximale Laufzeit bei langsamer Fahrstufe etwa 2,5 Stunden. Mit etwa 300 Watt Spitzenleistung konnte der Motor mit 3-Blatt-Antrieb eine Schubkraft von 15 kg abgeben und damit auch 2 Taucher ziehen.

## Typenbezeichnungen (Auszug)
Alle Modelle zum ziehenden Transport des Tauchers, außer TWINSET zum aufliegenden Transport; die ersten vier Modelle sind serienmäßig mit Halogenscheinwerfer ausgestattet.
| Modell     | Tauchzeit (min) | Gewicht (kg) | max. Geschw. (km/h) | Länge (cm) | Tauchtiefe (m) | Schubkraft (kg) |
| ---------- | --------------- | ------------ | ------------------- | ---------- | -------------- | --------------- |
| LT30       | 60              | 24           | 4,5                 | 90         | 90             | 15              |
| LT         | 60-130          | 32           | 4,5                 | 115        | 90             | 15              |
| ST-36-180  | 150             | 28           | 4,5                 | 105        | 90             | 10-25           |
| LST-24     | 180             | 36           | 6                   | 120        | 90             | 10-40           |
| LST-180    | 180             | 36           | 6                   | 120        | 180            | 6-31            |
| ST-180     | 180             | 36           | o. A.               | 120        | 180            | 10-40           |
| LST-14-24  | 180             | 36           | 6                   | 125        | 90             | 10-40           |
| LST-14-180 | 180             | 36           | 6                   | 125        | 180            | 10-40           |
| ST-14-24   | 180             | 36           | o.A.                | 125        | 90             | 10-40           |
| ST-14-180  | 180             | 36           | o.A.                | 125        | 180            | 10-40           |
| 714-TS-24  | 180-30          | 36           | o.A.                | 125        | 90             | 10-40           |
| 714-TS-36  | 150-45          | 45           | o.A.                | 145        | 90             | 16-40           |
| 714-TS     | 420-60          | 60           | o.A.                | 180        | 90             | 10-40           |
| TWINSET    | 240-30          | 80           | o.A.                | 135        | 90             | 20-80           |

## Einsatzfelder (Auszug)
Der Aquazepp kann für vielseitige professionelle, militärische und private Verwendungszwecke eingesetzt werden. So nutzte zum Beispiel die Israelische Marine langjährig Aquazepp-Tauchscooter, die direkt bei Rupprecht in München bestellt wurden. Beliebt war der Aquazepp ebenfalls bei Höhlentauchern zur Erforschung ausgedehnter Höhlensysteme, wie dem Drakos-Selinitsa-System.
Auch bei Weltrekordtauchgängen und großen Tauchexpeditionen kam das Gerät zum Einsatz. Am 11. September 2010 benutzte das Team des britischen Tauchers John Volanthen (Rick Stanton, Rene Houben, Martyn Farr u. a.) beim Weltrekord für den längsten Höhlentauchgang über 8,8 km in
der Pozo-Azul-Höhle im Tal des Río Rudrón, Valle del Rudrón, modifizierte Aquazepp-Scooter, ebenso wie nochmals am 25. August 2011, als diese Höhlentaucher ihren eigenen Rekord erneut übertrafen.
Der Aquazepp-Scooter wurde ferner bei Hollywood-Produktionen und technisch anspruchsvollen Filmdrehs eingesetzt. Für einen 1998 im Auftrag des Bundeswirtschaftsministeriums produzierten vierminütigen Teaser für die Expo 2000 zur Präsentation auf dem deutschen Pavillon auf der Expo 98 in einem speziellen Simulations-Kino wurde die Hochgeschwindigkeits-Fahrt eines fiktiven Tauch/Flug-Jets gedreht (Regisseur Josef Kluger). Hierfür wurde die Kamera in einem Unterwassergehäuse (Hydroflex, das direkt davor in einem James-Bond-Film eingesetzt worden war) auf einem Aquazepp montiert, um einen extrem raschen Aufstieg aus 20 m Tiefe, mit Durchstoßen der Wasseroberfläche, zu ermöglichen. Der Unterwasser-Kameramann Sascha Mieke wurde bei diesen Dreharbeiten in Ägypten vom Stuttgarter Extremtaucher Olaf Goetsch beraten.